# كامبل مارتن
كامبل مارتن (بالإنجليزية: Campbell Martin)‏ هو سياسي بريطاني، ولد في 10 مارس 1960 في المملكة المتحدة. حزبياً، نشط في الحزب القومي الاسكتلندي. انتخب عضو البرلمان الاسكتلندي الثاني ‏ عن دائرة West of Scotland (Scottish Parliament electoral region) ‏ وقد انضم خلال فترته النيابية ‏ (10 يوليو 2014 – 2 أبريل 2007)  للكتلة البرلمانية مستقل وفي الانتخابات النيابية العمومية الاسكتلندية 2003 ‏، انتخب عضو البرلمان الاسكتلندي الثاني ‏ عن دائرة West of Scotland (Scottish Parliament electoral region) ‏ وقد انضم خلال فترته النيابية ‏ (1 مايو 2003 – 10 يوليو 2004)  للكتلة البرلمانية الحزب القومي الاسكتلندي.